# Cremnoptoides pappi
Cremnoptoides pappi är en stekelart som först beskrevs av Michael J. Sharkey 1996.  Cremnoptoides pappi ingår i släktet Cremnoptoides och familjen bracksteklar. Inga underarter finns listade i Catalogue of Life.